# Изложба ситне пластике и графике (1961)
„Изложба Ситне пластике и графике” се одржала у периоду од 11. до 23. новембра 1961. године у Уметничком павиљону „Цвијета Зузорић” у Београду.

## Излагачи

### Вајарство
1. Борис Анастасијевић
2. Милан Верговић
3. Душан Гаковић
4. Милијан Глишић
5. Радмила Граовац
6. Олга Ивањицки
7. Никола Јанковић
8. Олга Јеврић
9. Мира Јуришић
10. Момчило Крковић
11. Ото Лого
12. Мира Сандић Марковић
13. Коља Милуновић
14. Мирослав Николић
15. Славка Средовић Петровић
16. Надежда Првуловић
17. Мирослав Протић
18. Милош Сарић
19. Живојин Стефановић
20. Љубица Берберски Тапавички
21. Јосиф Хрдличка

### Графика
1. Милета Виторовић
2. Бранислав Вељковић
3. Мемнуна Богданић Вила
4. Александар Цибе Јеремић
5. Радован Крагуљ
6. Ото Лого
7. Бранко Миљуш
8. Миодраг Нагорни
9. Миливој Мића Николајевић
10. Божидар Џмерковић